# فيليب إتش كوبر
فيليب إتش كوبر (بالإنجليزية: Philip H. Cooper)‏ هو ضابط أمريكي، ولد في 5 أغسطس 1844 في كامدن في الولايات المتحدة، وتوفي في 29 ديسمبر 1912 في موريستاون في الولايات المتحدة.